# Ribautia titicacae
Ribautia titicacae är en mångfotingart som först beskrevs av Frank Archibald Sinclair Turk 1955.  Ribautia titicacae ingår i släktet Ribautia och familjen storjordkrypare.
Artens utbredningsområde är Peru. Inga underarter finns listade i Catalogue of Life.